# Julija Matej
 (mars 2020).
Si vous disposez d'ouvrages ou d'articles de référence ou si vous connaissez des sites web de qualité traitant du thème abordé ici, merci de compléter l'article en donnant les références utiles à sa vérifiabilité et en les liant à la section « Notes et références ».
Julija Matej (née le 20 novembre 1925 à Novi Sad, date de décès inconnue) est une athlète yougoslave. Elle participe au lancer du disque féminin aux Jeux olympiques d'été de 1948, terminant à la 21e place.